# Plectroctena anops
Plectroctena anops är en myrart som beskrevs av Bolton 1974. Plectroctena anops ingår i släktet Plectroctena och familjen myror. Inga underarter finns listade i Catalogue of Life.

## Bildgalleri

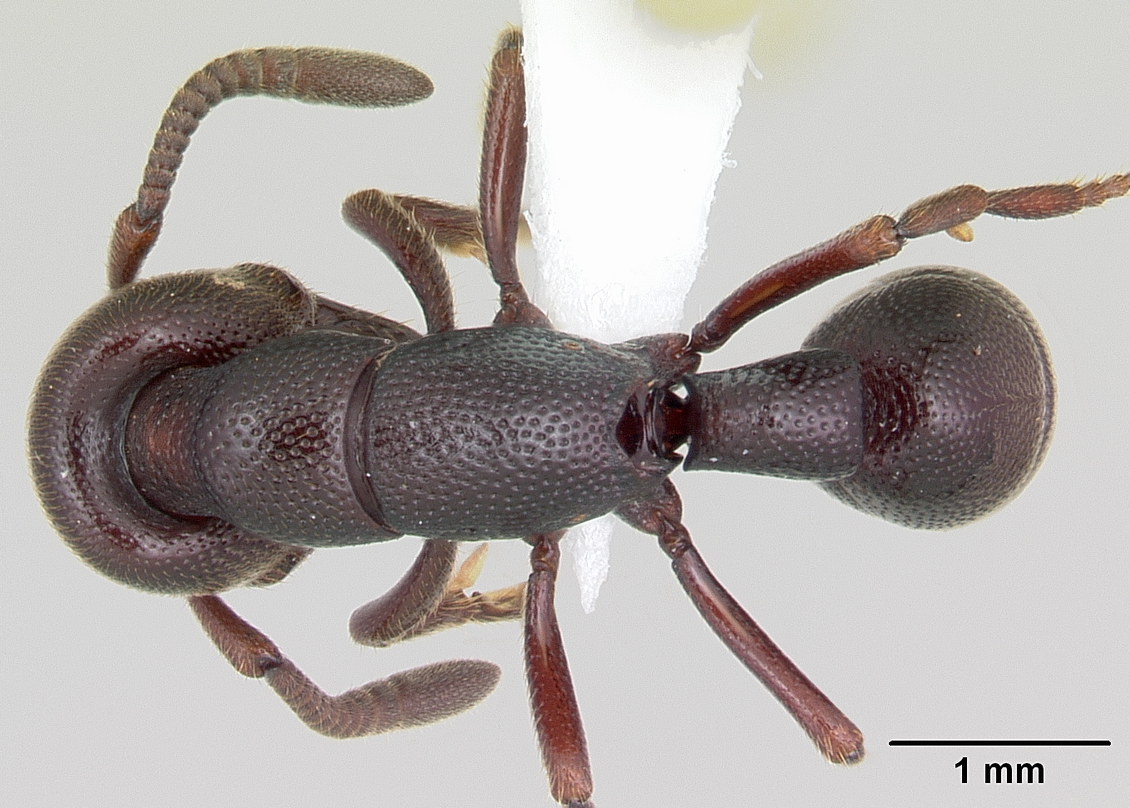
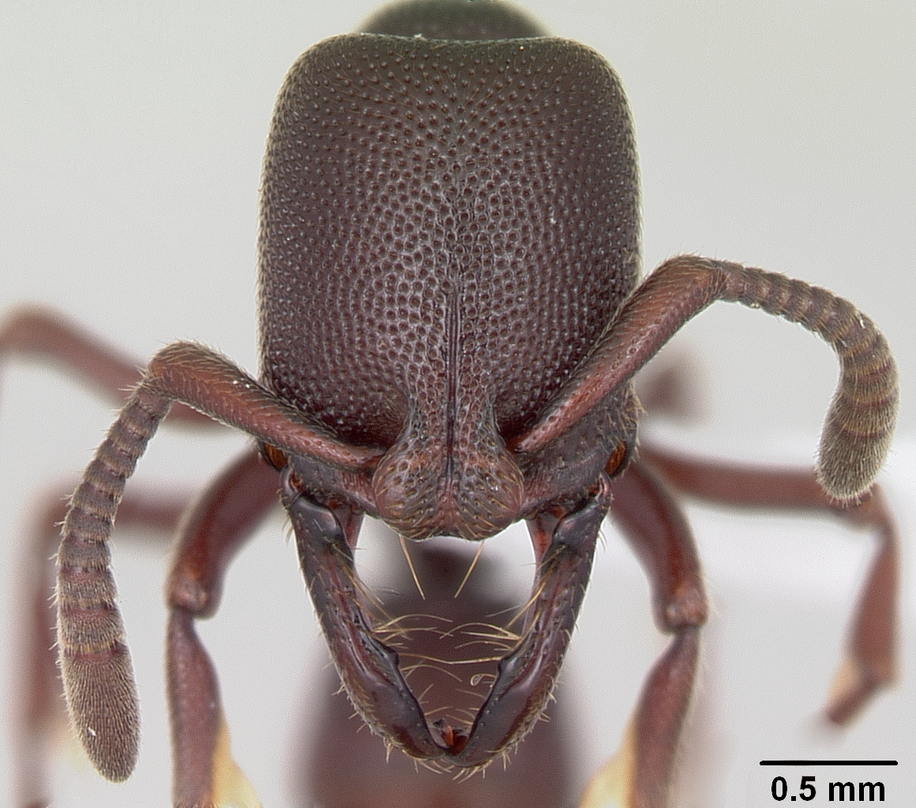
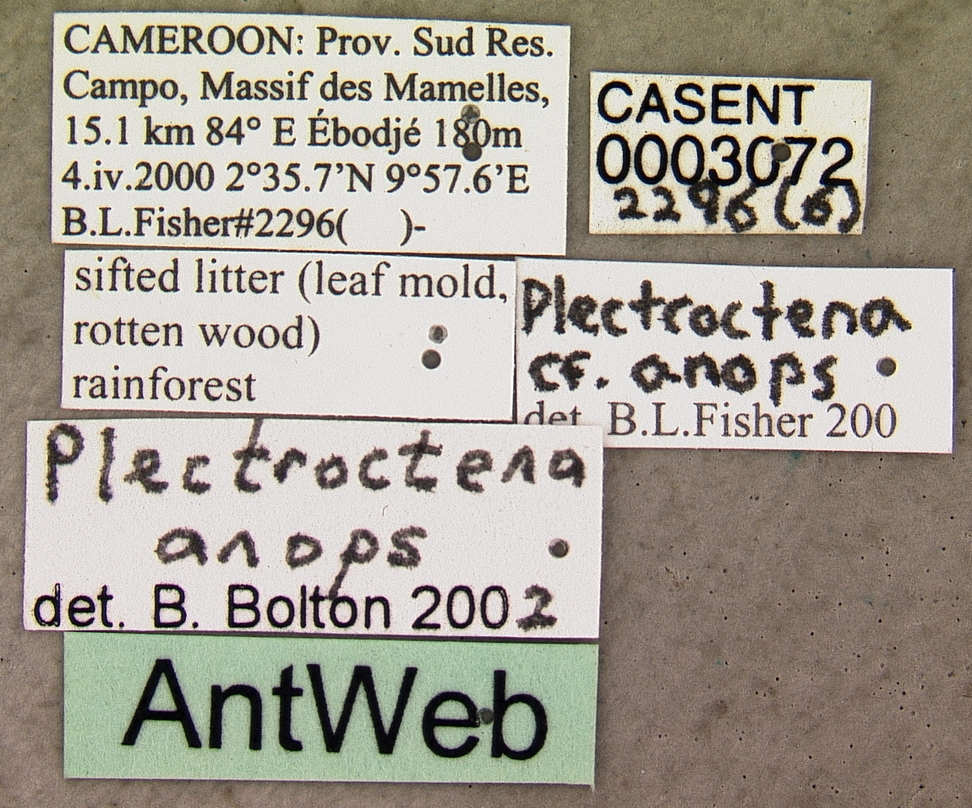
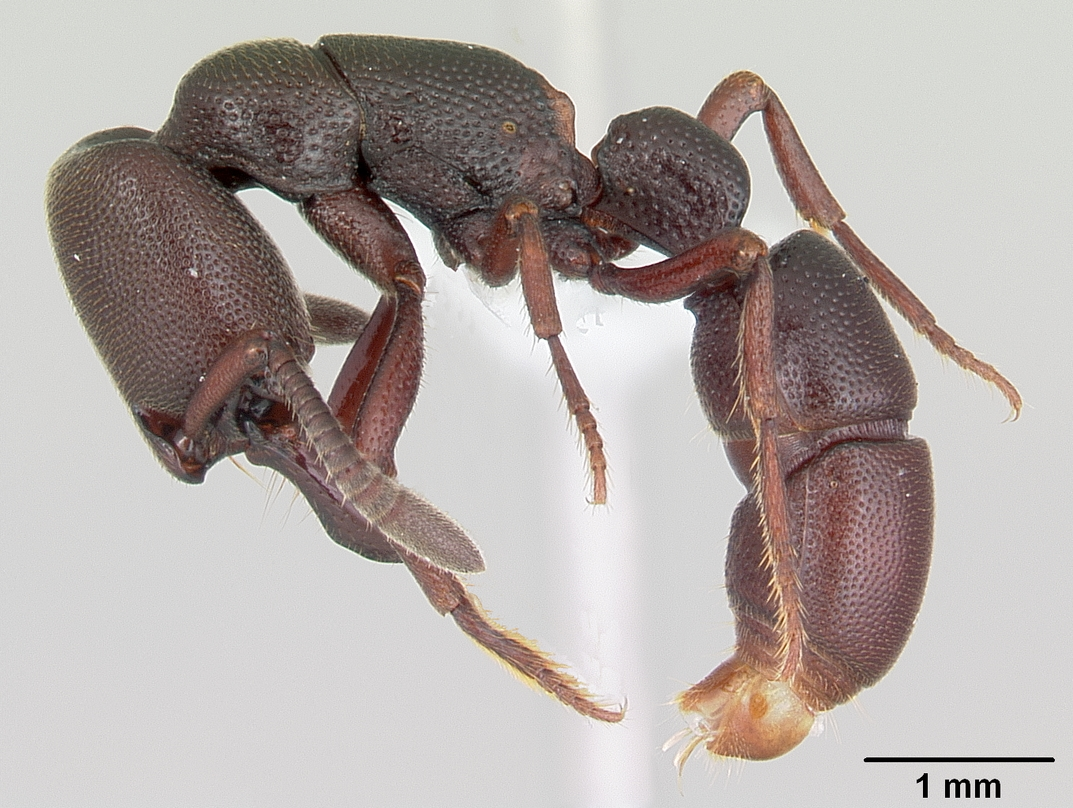
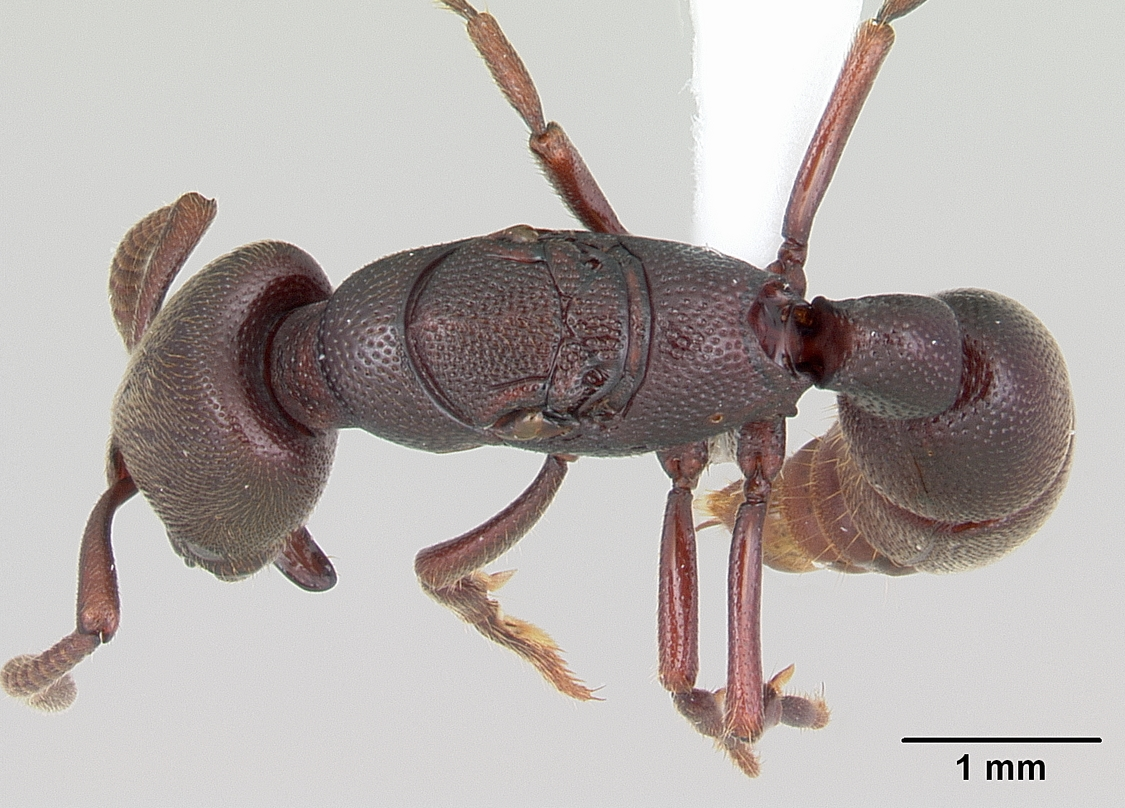
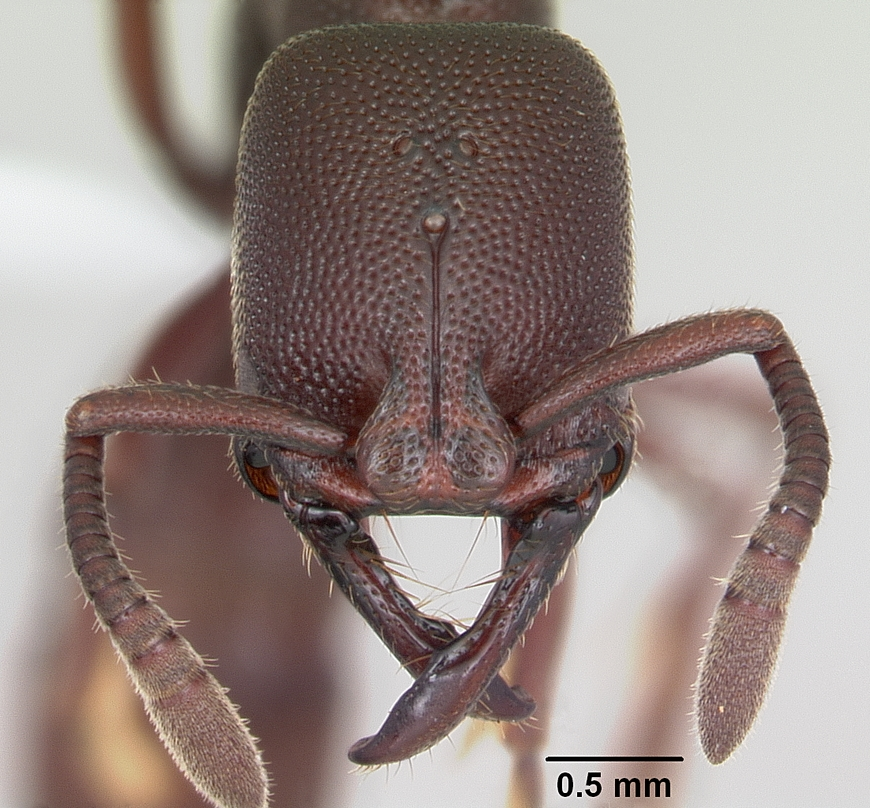